# Síť Tholianů
Síť Tholianů (v anglickém originále The Tholian Web) je devátý díl třetí řady seriálu Star Trek. Premiéra epizody v USA proběhla 15. listopadu 1968, v České republice 30. května 2003.
Podle hlasování fanoušků na serveru Spacecast.com se epizoda umístila na 10. místě v žebříčku nejlepších dílů původního seriálu Star Trek. 

## Příběh
Hvězdného data 5693.2 hvězdná loď USS Enterprise NCC-1701 vedená kapitánem Jamesem Kirkem pátrá po ztracené federační lodi USS Defiant, která se je považována za pohřešovanou. Když loď objevují, na její palubu se transportují kapitán Kirk, první důstojník Spock, vrchní lékař Dr. McCoy a praporčík Pavel Čechov. Na lodi vše nasvědčuje tomu, že zde proběhla vzpoura.
Senzory pana Spocka ukazují ale, že na Defiantu nejsou žádné známky života. Dr. McCoy si jako první všímá, že loď se celá i s mrtvou posádkou rozplývá, když mu projde ruka skrz stůl. Něco navíc ovlivňuje i transportní zařízení na Enterprise a je možné přenést pouze tři členy výsadku. Kirk se rozhodne zůstat na lodi. Ostatní se daří přenést na poslední moment, než se Defiant rozplyne ve vesmíru. Spock, jakožto velící důstojník vypočítává, že Defiant uvízl v meziprostoru i s Kirkem a loď úplně nezmizela, pouze se její existence v tomto vesmíru omezila na určité periody a další má být za hodinu a padesát tři minuty. Na obzoru se objevuje plavidlo Tholianů, kteří si nárokují tuto část vesmíru, ale dávají potřebný čas Enterprise. Po uplynutí času však bez varování na Enterprise střílí. Scottymu se navíc nepodařilo na transportních souřadnicích Kirka zachytit. Spock je tak nucen loď bránit, ale aby nenarušil energii prostorů mezi vesmíry, kde může být Kirk, používá záložní okruhy, které sice vyřadí tholianskou loď z boje, ale také zničí pohon Enterprise. Jednotlivé členy posádky navíc popadá šílenství, stejně jako to patrně bylo na palubě lodi USS Defiant.
Když je jedna tholianská loď odražena od Enterprise, objevuje se další a společně začínají plést kolem Enterprise pavučinu z neznámého vlákna pro uvěznění lodi Federace. Po uplynutí určité doby Spock prohlašuje před posádkou kapitána Kirka za mrtvého. McCoy jej podezírá, že jeho chybou uvěznil Enterprise v této oblasti při snaze o získání kapitánského křesla. Spolu zhlédnou kazetu, kterou zanechal Kirk pro případ jeho smrti. V ní kapitán naléhá aby se Spock řídil nejen logikou, ale i McCoyovým názorem. Zároveň nabádá doktora, aby respektoval Spocka jako nového kapitána a nepochyboval o jeho rozhodnutích. McCoy se Spockovi omluví a jde dále hledat protilátku proti šílenství, které postihuje další a další členy posádky. Uhura ve své kajutě zahlédne kapitána Kirka ve skafandru v zrcadle. Obeznámí s tím McCoye, ale ten jí pouze hospitalizuje na ošetřovně. Kapitánův obraz však zahlédne také Scotty ve strojovně a později i Spock s McCoyem na můstku. Laboratoř objevuje funkční protilátku proti šílenství, jde o derivát terragenu, klingonského nervového plynu, smíchaného s alkoholem. Podle Spockových propočtů se také objevuje znovu obraz Kirka. Tholiané již dokončují síť kolem Enterprise a tak Spock musí dát povel k použití motorů na plný výkon, což loď vymrští pryč ze sítě. Díky tomu, že byl Kirk zaměřen transportním paprskem, přenesl se s nimi a následně jej mohli přenést do transportéru.
Když se později Kirk ptá, jak spolu mezitím Spock s McCoyem vycházeli, oba vyhýbavě odpovídají, že šlo pouze o malé roztržky a nakonec popřou, že by se i dívali na pásku pro případ kapitánovy smrti.